# Peter Hanson
Peter Daniel Hanson (Svedala, 4 ottobre 1977) è un golfista svedese.

## Biografia
Professionista dal 1998, diventa nello stesso anno membro dello European Tour e del Challenge Tour. Ad inizio 2012 accetta un invito a partecipare al PGA Tour fino a fine anno. Vanta 13 vittorie da professionista: 6 nello European Tour e una nel Challenge Tour. Ha partecipato a 2 Ryder Cup, nel 2010 e nel 2012, entrambe concluse con una vittoria europea.

## Vittorie professionali (12)

### European Tour vittorie (6)
| No. | Data             | Torneo                              | Punteggio di vittoria | Margine | Secondo/i                       |
| --- | ---------------- | ----------------------------------- | --------------------- | ------- | ------------------------------- |
| 1   | 17 aprile 2005   | Jazztel Open de España en Andalucía | −8 (70-68-71-71=280)  | Playoff | Peter Gustafsson                |
| 2   | 17 agosto 2008   | SAS Masters                         | −9 (66-66-68-71=271)  | 1 colpo | Nick Dougherty, Pelle Edberg    |
| 3   | 16 maggio 2010   | Iberdrola Open Cala Millor Mallorca | −6 (72-69-67-66=274)  | Playoff | Alejandro Cañizares             |
| 4   | 22 agosto 2010   | Czech Open                          | −10 (67-70-67-74=278) | Playoff | Gary Boyd, Peter Lawrie         |
| 5   | 9 settembre 2012 | KLM Open                            | −14 (66-66-67-67=266) | 2 colpo | Pablo Larrazábal, Richie Ramsay |
| 6   | 28 ottobre 2012  | BMW Masters                         | −21 (66-64-70-67=267) | 1 colpo | Rory McIlroy                    |

European Tour playoff record (3–0)
| No. | Anno | Torneo                              | Sfidante                | Risultato                                      |
| --- | ---- | ----------------------------------- | ----------------------- | ---------------------------------------------- |
| 1   | 2005 | Jazztel Open de España en Andalucía | Peter Gustafsson        | Vinto con pari alla prima buca extra           |
| 2   | 2010 | Iberdrola Open Cala Millor Mallorca | Alejandro Cañizares     | Vinto con pari alla prima buca extra           |
| 3   | 2010 | Czech Open                          | Gary Boyd, Peter Lawrie | Vinto col colpo birdie alla seconda buca extra |

### Challenge Tour vittorie (1)
| No. | Datqa          | Torneo                  | Punteggio di vittoria | Margine | Secondo            |
| --- | -------------- | ----------------------- | --------------------- | ------- | ------------------ |
| 1   | 22 luglio 2001 | Günther Hamburg Classic | −23 (66-69-64-66=265) | 3 colpi | Robert-Jan Derksen |

### Nordic Golf League vittorie (1)
| No. | Data             | Torneo      | APunteggio di vittoria | Margine | Secondo          |
| --- | ---------------- | ----------- | ---------------------- | ------- | ---------------- |
| 1   | 3 settembre 2000 | Russian Cup | −9 (67-68=135)         | 7 colpi | Fredrick Månsson |

### Swedish Golf Tour vittorie (4)
| No. | Data           | Torneo                           | Punteggio di vittoria | Margine | Secondo/i                     |
| --- | -------------- | -------------------------------- | --------------------- | ------- | ----------------------------- |
| 1   | 10 agosto 1997 | Västerås Open (come amatore)     | −13 (68-64-62=194)    | 6 colpi | Johan Forsman, Joakim Nilsson |
| 2   | 28 giugno 1998 | Husqvarna Open (come amatore)    | −12 (69-66-63=198)    | 2 colpi | Morten Haerås                 |
| 3   | 9 agosto 1998  | Västerås Open (2) (come amatore) | −7 (71-73-65=209)     | 1 colpo | Andreas Ljunggren             |
| 4   | 10 maggio 1999 | Gula Sidorna Grand Open          | E (69-73=142)         | 2 colpi | Niclas Fasth                  |